# Alkaptonuria
Alkaptonuria, ochronoza, AKU (alkalia – arab. al-kali „potaż” + gr. háptein „złapać” + oúron „mocz”) – rzadka, genetycznie uwarunkowana choroba polegająca na enzymatycznym defekcie metabolicznym w szlaku przemian aminokwasów aromatycznych: tyrozyny i fenyloalaniny. Alkaptonuria jest dziedziczona w sposób autosomalny recesywny. We krwi osób chorych na alkaptonurię dochodzi do 
gromadzenia się produktu pośredniego, kwasu homogentyzynowego, który zostaje wydalany z moczem. Charakterystycznym objawem choroby jest powstawanie ciemnego zabarwienia moczu pozostawionego na powietrzu. W wieku dorosłym ujawniają się narządowe uszkodzenia, do których najczęściej należą: niebieskawo-czarne przebarwienia tkanki łącznej (ochronoza) i zmiany w stawach oraz kręgosłupie.

## Historia
Pierwsze ważne badania nad etiopatogenezą alkaptonurii zawdzięczamy Archibaldowi Garrodowi. W wyniku badań nad rodzinami w których występowała alkaptonuria ustalił, że jest to wrodzone, dziedziczne schorzenie, które dziedziczy się w sposób recesywny. Po raz pierwszy choroba człowieka została powiązana z zasadami genetyki przedstawionej przez Mendla. Badania chorych potwierdzały, że z moczem wydalają znaczne ilości substancji, która ciemnieje, barwi na ciemno bieliznę i pieluszki. Hipoteza Garroda zakładała istnienie wady metabolizmu, która pociąga za sobą gromadzenie we krwi substancji pośredniej i wydalanie jej z moczem. Po raz pierwszy na określenie tego rodzaju grupy schorzeń użył nazwy wrodzone błędy metabolizmu (ang. inborn errors of metabolism).
W 1958 roku ustalono, że bezpośrednią przyczyną choroby jest niedobór enzymu 1,2 dioksygenazy kwasu homogentyzynowego.
Gen kodujący ten enzym został po raz pierwszy zidentyfikowany w roku 1995, natomiast rok później zostało ustalone genetyczne podłoże alkaptonurii, kiedy stwierdzono pierwsze mutacje ludzkiego genu HGD.
Badania egipskiej mumii przeprowadzone w 1977 r. wskazują na możliwość występowania alkaptonurii.

## Nazwa
Nazwa alkaptonuria wywodzi się od dawnego określenia alkapton na substancję, którą znajdowano w moczu osób chorych. Natomiast nazwę ochronoza po raz pierwszy użył niemiecki patolog Rudolf Virchow. W 1866 r. ciemno-żółty barwnik widoczny pod mikroskopem, wydawał mu się podobny do ochry, jednego z najstarszych mineralnych barwników znanych człowiekowi.

## Etiopatogeneza

Wzór strukturalny kwasu homogentyzynowego

Alkaptonuria należy do chorób jednogenowych, gdzie mutacja w obrębie pojedynczego genu bezpośrednio prowadzi do wystąpienia zaburzenia biochemicznego, które w konsekwencji wywołuje schorzenie o charakterze degeneracyjnym. W efekcie mutacji dochodzi do niedoboru enzymu oksydazy kwasu homogentyzynowego (EC 1.13.11.5), co hamuje utlenianie pośredniego metabolitu przemian aminokwasów tyrozyny i fenyloalaniny – kwasu homogentyzynowego do kwasu fumaryloacetooctowego. Nadmiar kwasu homogentyzynowego oraz produktów jego dalszego metabolizmu gromadzi się w osoczu krwi i płynie pozakomórkowym, wywiera szkodliwy wpływ na tkankę łączną układu ruchu, szczególnie chrząstek. Ten związek organiczny wydalany jest w dużych ilościach z moczem, pozostawiony na powietrzu utlenia się (ciemnieje), szczególnie przy alkalizacji moczu. Może to być pierwszy objaw naprowadzający na rozpoznanie tego schorzenia.

## Genetyka i biologia molekularna
Mutacje dotyczą genu oksydazy kwasu homogentyzynowego (HGD), zlokalizowanego na chromosomie 3 (3q13.33). Przypadki alkaptonurii wykazują dużą różnorodność, ponieważ opisano ponad 80 różnych mutacji tego genu, powodujących objawy chorobowe o znacznie zróżnicowanym nasileniu. Zdecydowana większość mutacji jest unikalna dla przypadków występujących w jednej rodzinie. Odmiennie mutacja o oznaczeniu M368V występuje powszechnie i postuluje się, że w kolejnych migracjach ludności rozprzestrzeniła się ona po Europie.

## Epidemiologia
Średnia światowa częstość występowania wynosi 1:100 tys. do 1:250 tys. urodzeń. Alkaptonuria występuje endemicznie na Słowacji (1:19 tys. urodzeń), w Czechach i w Dominikanie.
Do roku 1980 w Polsce zarejestrowano 39 przypadków tego schorzenia (często z okolic sąsiadujących ze Słowacją).

## Objawy kliniczne
W niemowlęctwie objawem wskazującym na rozpoznanie alkaptonurii może być ciemne zabarwienie pieluszek przez mocz zawierający duże ilości kwasu homogentyzynowego. Jednak niekiedy objaw ten może nie występować, szczególnie wtedy, gdy mocz ma kwaśny odczyn.
Najczęściej przez okres dzieciństwa, młodości i wczesny okres dorosłości przebieg choroby jest bezobjawowy. Jednak cały czas, dochodzi do postępującego gromadzenia się w tkance łącznej polimerycznej substancji mającej własności barwnika. Czasem daje się zauważyć ciemne zabarwienie skóry pod pachami, w pachwinach, a także ciemne zabarwienie woskowiny.
U dorosłych, zazwyczaj w 3. lub 4. dekadzie życia, wcześniej u mężczyzn, na pierwszy plan wysuwają się objawy zmian zwyrodnieniowych stawów (tzn. artropatia ochronotyczna), głównie bóle, zniekształcenia, ograniczenia ruchomości oraz funkcji czy wysięki. Dotyczą one przede wszystkim dużych, narażonych na znaczne obciążenia stawów: biodrowych, kolanowych, barkowych, a także stawów kręgosłupa). Ich przyczyną jest wieloletnie gromadzenie się polimerów kwasu homogentyzynowego w kościach i chrząstkach stawowych. W części przypadków znaczny stopień uszkodzenia stawów wymaga wszczepienia endoprotez. Zmiany chorobowe układu ruchu w alkaptonurii mogą do pewnego stopnia przypominać zesztywniające zapalenie stawów kręgosłupa, jednak cechą odróżniającą jest rzadkie zajęcie stawów krzyżowo-biodrowych. Nazwą stosowaną na określenie zmian w kręgosłupie jest spodyloartropatia ochronotyczna. Do częstych objawów należą także uszkodzenia i naderwania ścięgien, pochewek ścięgnistych i przyczepów ścięgien.  
W  układzie krążenia w przebiegu choroby niekiedy dochodzi do występowania zwapnień w tętnicach wieńcowych oraz uszkodzeń zastawek aortalnych (rzadziej innych), które wymagają w części przypadków wykonania zabiegu kardiochirurgicznego.
W nerkach dochodzi do odkładania się złogów, a w prostacie do tworzenia zwapnień.
Chrząstka małżowin usznych ulega przebarwieniom, a także staje się bardziej sztywna. Oprócz woskowiny także błona bębenkowa może ulegać przebarwieniom, a u osób dorosłych może występować niedosłuch na tle uszkodzeń w połączeniach kosteczek słuchowych. 
W twardówce oczu można zauważyć różnej wielkości i koloru przebarwienia (objaw Oslera).

### Ochronoza
Ochronoza (łac. ochronosis) jest występującym w przebiegu alkaptonurii zaburzeniem, które polega na odkładaniu się w tkankach polimerów kwasu homogentyzynowego, które wywołuje ich ochrowe zabarwienie (stąd ochronoza). 
Barwnik może się gromadzić w skórze różnych okolic ciała, a także w tkankach narządów wewnętrznych (oka, ucha, płatków zastawek serca, wsierdzia itp.) uszkadzając je i doprowadzając do zmian narządowowych.
Z biegiem czasu barwnik zmienia się i przyjmuje barwę szaroniebieską, szarą lub czarną. Taką barwę widać w powierzchownie położonych strukturach o dużej zawartości tkanki łącznej: niektóre regiony skóry (gruczoły potowe), małżowina uszna, nos, powieki, białkówka oka, chrząstka i ścięgna.

## Rozpoznanie
Czasem na rozpoznanie alkaptonurii może naprowadzić zaobserwowanie ciemnego zabarwienia moczu, bóle stawów związane z przebarwieniami czy ciemne zabarwienie twardówek oczu. Dodatkową wskazówką jest dodatni wywiad rodzinny.
Wstępna diagnoza może być postawiona na podstawie obserwacji moczu poddanego działaniu wodorotlenku sodu lub wodorotlenku potasu. Przy alkaptonurii, jeszcze przed upływem godziny, pojawia się ciemnobrązowe lub czarne zabarwienie badanej próbki. Diagnoza potwierdzająca opiera się na wykazaniu obecności kwasu homogentyzynowego w moczu. Dokonuje się tego metodą chromatografii gazowej ze spektrografią mas.
Badania genetyczne polegają na poszukiwaniu określonych mutacji genu HGD rozpowszechnionych w populacji chorych na alkaptonurię.
Inne metody diagnostyczne wykonywane u chorych na alkaptonurię:
- badanie mikroskopowe bioptatów na obecność złogów barwnika,
- badanie RTG i TK dla poszukiwania zmian stawowych.

## Leczenie
Profilaktyka, oprócz poradnictwa genetycznego, jest niemożliwa, a leczenie jest objawowe. Zmniejszenie ilości spożywanej z pożywieniem tyrozyny i fenyloalaniny oraz podawanie dużych dawek witaminy C jest niekiedy stosowane w celu spowolnienia rozwoju objawów chorobowych. Jednak te metody nie doprowadzają do zmniejszenia produkcji i wydalania kwasu homogentyzynowego.
Proponowane jest zastosowanie w leczeniu alkaptonurii leku stosowanego w tyrozynemii typu 1 – nityzynonu, który wywiera hamujący wpływ na enzym produkujący kwas homogentyzynowy. Leczenie to przynosi zmniejszenie wydalania kwasu homogentyzynowego o blisko 70%, jednak wymaga ograniczeń dietetycznych ponieważ objawem ubocznym tej terapii jest hypertyrozynemia. Długofalowe bezpieczeństwo i skuteczność tego typu leczenia nie została ustalona.